# Александър Деспла
Александър Мишел Жерар Деспла (на френски: Alexandre Michel Gérard Desplat, [a.lɛk.'sɑ̃dʁ dɛs.'pla]) е френски композитор.

## Биография и творчество
Александър Деспла е роден на 23 август 1961 година в Париж, в семейството на французин и гъркиня. Започва да композира филмова музика в средата на 80-те години, а широк международен успех постига през 2003 година с филма „Момичето с перлената обица“ („Girl with a Pearl Earring“). През следващите години получава множество авторитетни награди за оригинална филмова музика, сред които „Златен глобус“ за „Цветният воал“ („The Painted Veil“, 2006), награда на БАФТА и „Грами“ за „Речта на краля“ („The King's Speech“, 2011), „Оскар“, „Грами“ и награда на БАФТА за „Гранд хотел „Будапеща“ („The Grand Budapest Hotel“, 2014).

## Избрана филмография
- „Чети по устните ми“ („Sur mes lèvres“, 2001)
- „Момичето с перлената обица“ („Girl with a Pearl Earring“, 2003)
- „Прераждане“ („Birth“, 2004)
- „Сириана“ („Syriana“, 2005)
- „Казанова“ („Casanova“, 2005)
- „Укротяване на гнева“ („The Upside of Anger“, 2005)
- „Цветният воал“ („The Painted Veil“, 2006)
- „Кралицата“ („The Queen“, 2006)
- „Похот, предпазливост“ („色戒“, 2007)
- „Златният компас“ („The Golden Compass“, 2007)
- „Чудният магазин на мистър Магориум“ („Mr. Magorium's Wonder Emporium“, 2007)
- „Странният случай с Бенджамин Бътън“ („The Curious Case of Benjamin Button“, 2008)
- „Новолуние“ („New Moon“, 2009)
- „Джули и Джулия“ („Julie & Julia“, 2009)
- „Шери“ („Chéri“, 2009)
- „Фантастичният мистър Фокс“ („Fantastic Mr. Fox“, 2009)
- „Хари Потър и Даровете на Смъртта: Първа част“ („Harry Potter and the Deathly Hallows – Part 1“, 2010)
- „Речта на краля“ („The King's Speech“, 2010)
- „Писател в сянка“ („The Ghost Writer“, 2010)
- „Тамара Дрю“ („Tamara Drewe“, 2010)
- „Хари Потър и Даровете на Смъртта: Втора част“ („Harry Potter and the Deathly Hallows – Part 2“, 2011)
- „Касапница“ („Carnage“, 2011)
- „Дървото на живота“ („The Tree of Life“, 2011)
- „По-добър живот“ („A Better Life“, 2011)
- „Маската на властта“ („The Ides of March“, 2011)
- „Ужасно силно и адски близо“ („Extremely Loud and Incredibly Close“, 2011)
- „Арго“ („Argo“, 2012)
- „Враг номер едно“ („Zero Dark Thirty“, 2012)
- „Чудната петорка“ („Rise of the Guardians“, 2012)
- „В царството на пълнолунието“ („Moonrise Kingdom“, 2012)
- „Ръжда и кости“ („De rouille et d'os“, 2012)
- „Филомена“ („Philomena“, 2013)
- „Игра на кодове“ („The Imitation Game“, 2014)
- „Пазители на наследството“ („The Monuments Men“, 2014)
- „Годзила“ („Godzilla“, 2014)
- „Гранд хотел „Будапеща“ („The Grand Budapest Hotel“, 2014)
- „Несломен“ („Unbroken“, 2014)
- „Всичко ще бъде наред“ („Every Thing Will Be Fine“, 2015)
- „Историята на историите“ („ Tale of Tales“, 2015)
- „Момичето от Дания“ („The Danish Girl“, 2015)
- „Сами вкъщи“ („The Secret Life of Pets“, 2016)
- „Флорънс“ („Florence Foster Jenkins“, 2016)
- „Светлина между два океана“ („The Light Between Oceans“, 2016)
- „Американска идилия“ („American Pastoral“, 2016)